# Автогенная улица
Автоге́нная улица — улица в Невском районе Санкт-Петербурга, проходит от железнодорожной линии до Большого Смоленского проспекта.

## История
Название присвоено 3 декабря 1956 года по названию завода «Красный Автоген-2» (ныне «Лентехгаз»), ранее располагавшегося на этой улице.

## Пересечения
- Большой Смоленский проспект